# Real Bout Fatal Fury 2: The Newcomers
Real Bout Fatal Fury 2: The Newcomers is een vechtspel dat is ontwikkeld en uitgegeven door SNK. Het computerspel werd op 20 maart 1998 uitgebracht als arcadespel en verscheen op 29 april van dat jaar voor de Neo Geo.
Het is het zevende spel in de Fatal Fury-reeks en keert qua gameplay terug naar het eerste Real Bout-spel. Het spel werd zeer positief ontvangen en was in 1998 het meest populaire arcadespel in Japan.

## Platforms
| Jaar | Platform                                 |
| ---- | ---------------------------------------- |
| 1998 | Arcade, Neo Geo                          |
| 2012 | Virtual Console                          |
| 2016 | Windows                                  |
| 2018 | PlayStation 4, Xbox One, Nintendo Switch |